# Вздутоплодник сибирский
Вздутоплодник сибирский (лат. Phlojodicarpus sibiricus) — вид многолетних растений семейства Зонтичные (Apiaceae).

## Ботаническое описание
Многолетнее поликарпическое растение, 20—50 см высотой, каудекс разветвленный.
Корень толстый, многоглавый.
Стебли одиночные или в числе нескольких, голые, под зонтиком коротко волосистые, ребристые, 15—70 см высотой.
Прикорневые листья многочисленные, трижды перисто-рассечённые, сизовато-зеленые, голые, 6—30 см длиной, 2—8 см шириной. Черешки прикорневых листьев плотные с выемкой и периферическими проводящими пучками. Стеблевые листья в числе 1—3 (иногда отсутствуют), перистые или дважды—трижды рассечённые, с укороченными черешками или без них, стеблеобъемлющие.
Зонтики одиночные или несколько, щитковидные, 2—7 см в диаметре, с 8—23 лучами. Листочки оберток в числе 5—7, цельные, голые, травянистые, острые. Зонтички, 5—7 мм в диаметре во время цветения, до 20 мм во время плодоношения, с 15—20 лучами. Листочки оберточек в числе 8—15, голые, цельные. Зубцы чашечки короткие, треугольные, заостренные на верхушке. Лепестки белые, голые, на верхушке выемчатые. Подстолбия короткоконические.
Плоды широкояйцевидные, 5—8 мм длиной, 2—4 мм шириной, карпофор раздельный, голые или опушенные короткими курчавыми волосками.
Хромосомное число 2n = 60 (Хакасия).

## Распространение
Произрастает в каменистых степях, на опушках степных лесов и зарослей кустарников, на щебнистых склонах в Средней Сибири (Красноярский край), Восточной Сибири (Иркутская область, Республика Бурятия, Забайкальский край, Республика Саха (Якутия)), Приамурье, Монголии. Входит в Красные книги Республики Саха (Якутия) (2000, 2017), Читинской области и Агинского Бурятского автономного округа (2002), Амурской области (недоступная ссылка) (2009), Забайкальского края (2014, 2016).

## Химический состав
Растение является накопителем фенольных соединений, в том числе кумаринов, особенно производных келлактона (9,10‐дигидро‐9,10‐дигидрокси‐8,8‐диметил‐2H,8H‐бензо(1,2‐b:3,4‐b’)дипиран‐2‐он). В корнях обнаружены умбеллиферон, скополетин, виснадин (3'-О-(2-метилбутироил)-4'-О-ацетил-келлактон), дигидросамидин (3'-О-изовалероил-4'-О-ацетил-келлактон),, бергаптен, келлактон, 4'-О-ацетил-келлактон, 3',4'-ди-О-ацетил-келлактон, 4'-О-изобутироил-келлактон, d-лазерпитин (4'-О-ангелоил-келлактон, пеуяпонизинол В), хьюганин С (3'-О-ацетил-4'-О-(2-метилбутироил)-келлактон), хьюганин D (3'-О-ацетил-4'-О-изобутироил-келлактон, зеравшанин), птериксин (3'-О-ацетил-4'-О-ангелоил-келлактон, пеуцеданокумарин II), суксдорфин (3'-О-ацетил-4'-О-изовалероил-келлактон), 3',4'-ди-О-сенециоил-келлактон, прерупторин D (3',4'-ди-О-ангелоил-келлактон), 3',4'-ди-О-изобутироил-келлактон, прерозид II (келлактон-3'-О-глюкозид), 6'-О-апиозил-скиммин (адикардин), пеуцеданол-7-О-глюкозид, пеуцеданол-3'-О-глюкозид. Также корни Phlojodicarpus sibiricus могут накапливать некоторые редкие эфиры келлактона - флойосибирины I-IV, кьянхукумарины B, C и D, тургениифолин B, хьюганин A , прерупторины B, E и H, и пеуяпонизин.
В траве выявлены 6'-О-апиозил-скиммин, изоимператорин, флойодикарпин, изофлойодикарпин, 7-гидрокси-8-(2',3'-дигидрокси-3'-метилбутил)-кумарин-7-О-глюкозид,, 4'-О-метил-келлактон, суксдорфин (3'-О-ацетил-4'-О-изовалероил-келлактон), 3'-О-ацетил-4'-О-(2-метилбутироил)-келлактон, 4'-О-ацетил-келлактон, хьюганин D, дигидросамидин, прерозид II, пеуцеданол-3'-О-глюкозид. В траве также выявлены фенилпропаноиды кофеил-глюкозы и кофеилхинные кислоты, флавоноиды диосметин-7-О-глюкозид и хризоэриол-7-О-глюкозид. Цветки Phlojodicarpus sibiricus накапливают различные фенольные соединения, среди которых кумарины - флойосибиризид I, 3′,4′-ди-O-изобутирил-цис-келлактон, прерупторин D, дигидросамидин, виснадин, хьюганин D, 3′,4′-ди-O-ацетил-цис-келлактон, 4′-O-ацетил-цис-келлактон, прерозид II, прерозид VI, (R)-пеуцеданол-7-O-глюкозид, (R)-пеуцеданол-2′-O-глюкозид, (R)-пеуцеданол-3′-O-глюкозид, скиммин, умбеллиферон-7-O-(6″-апиозил)-глюкозид, пеуяпонизид ((R)-пеуцеданол-7-O-(6″-апиозил)-глюкозид), (R)-пеуцеданол-2′-O-(6″-апиозил)-глюкозид, (R)-пеуцеданол-3′-O-(6″-апиозил)-глюкозид; флавоноиды - флойосибиризиды I и II, диосметин-7-О-глюкозид.
В эфирном масле из подземных органов Phlojodicarpus sibiricus, собранных в Забайкальском крае, доминирует лимонен (59—61 %), а в эфирном масле травы из Бурятии — гермакрен D (17 %). В составе жирных кислот из корней доминируют мононенасыщенные и полиненасыщенные кислоты.

## Культура ткани
Получена суспензионная культура клеток Phlojodicarpus sibiricus листового происхождения (регистрационный номер ВККК ВР 97 - продуцент кумаринов), способная к продукции гликозиды кумаринов и бензофуранов.

## Лекарственное сырье
Лекарственным сырьем являются корневища и корни Phlojodicarpus sibiricus, собранные в фазу отрастания или плодоношения, освобожденные от надземной части, очищенные от земли и песка и разрубленные на части. Качество сырья регламентирует ФС 42-2667-89, согласно которой содержание суммы виснадина и дигидросамидина в сырье должно быть не менее 3 %.

## Биологическая активность
Экстракт Phlojodicarpus sibiricus и некоторые производные келлактона предотвращают накопление триацилглицеролов в преадипоцитах 3T3-L1. Кумарины корней Phlojodicarpus sibiricus обладают ингибиторным действием на холинэстеразы (ацетил-, бутирил-).

## Применение
Дигидросамидин оказывает расширяющее действие на периферические сосуды при атеросклерозе, а также коронарасширяющее (по силе превосходит папаверин) и адренолитическое действие. У экспериментальных животных дигидросамидин задерживает развитие атеросклероза. Из Phlojodicarpus sibiricus получают препараты «Димидин» и «Фловерин» (ВФС 42-1101-81), содержащие сумму кумаринов Phlojodicarpus sibiricus, применяющиеся в качестве сосудорасширяющих средств при болезни Рейно, облитерирующем эндартериите, атеросклерозе, атеросклеротическом кардиосклерозе и хронической коронарной недостаточности. Комплексный препарат «Сафинор», содержащий сапарал, фловерин, рибоксин и оротат калия, используется для улучшения функциональной и сократительной функции миокарда при тяжелых истощающих заболеваниях и нагрузках.

## Синонимы
- Angelica sibirica (Fisch. ex Spreng.) M.Hiroe (1958)
- Cachrys sibirica Fisch. ex Spreng. (1824)
- Libanotis cachroides DC. (1830)
- Peucedanum cachroides (DC.) Koso-Pol. (1920)
- Phlojodicarpus baicalensis Popov (1955)
- Phlojodicarpus dahuricus Turcz. ex Ledeb. (1844)
- Phlojodicarpus eudahuricus Popov (1957)
- Phlojodicarpus popovii Sipliv. (1970)